# Kylemore Abbey

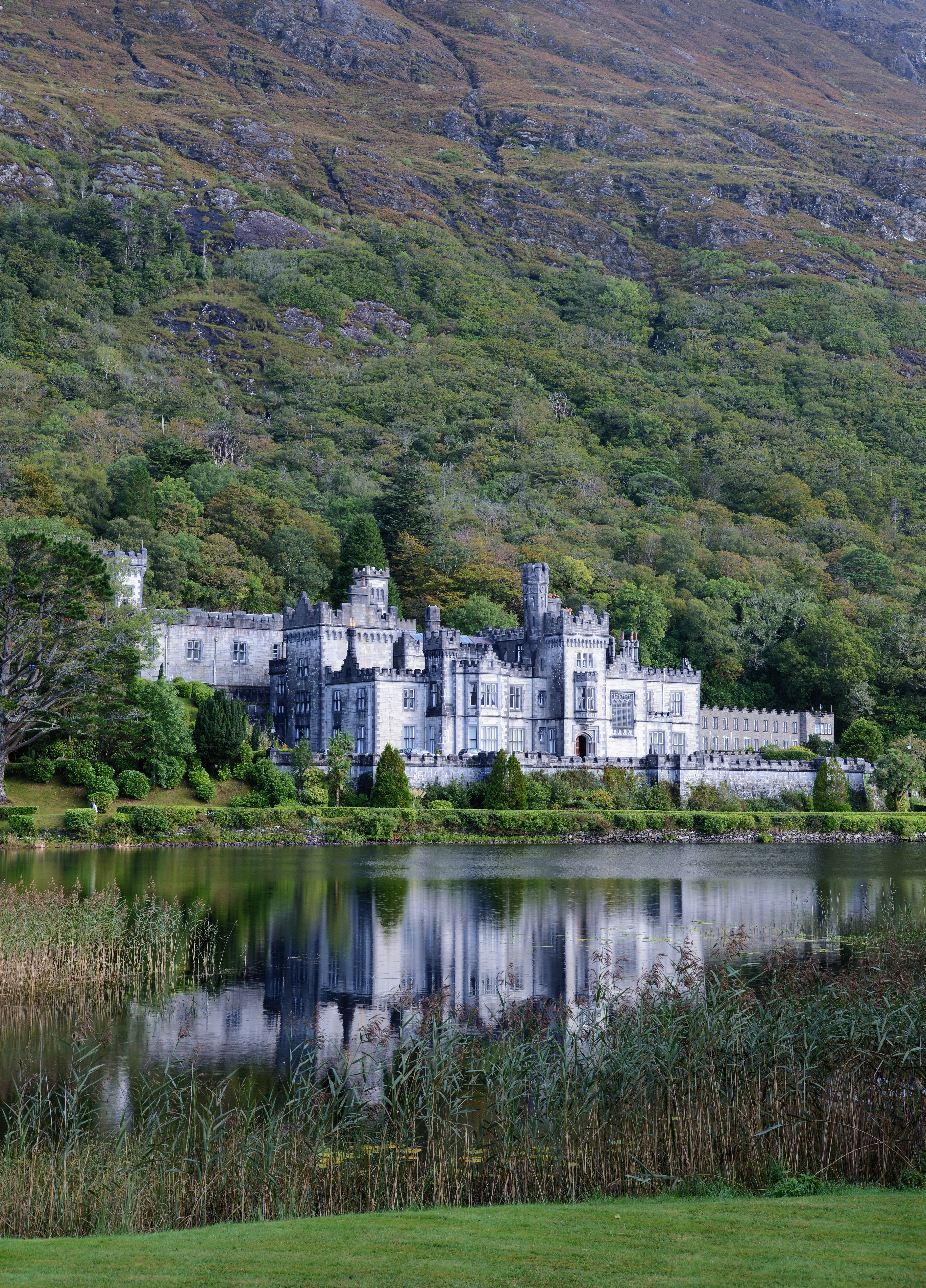
Kylemore Abbey

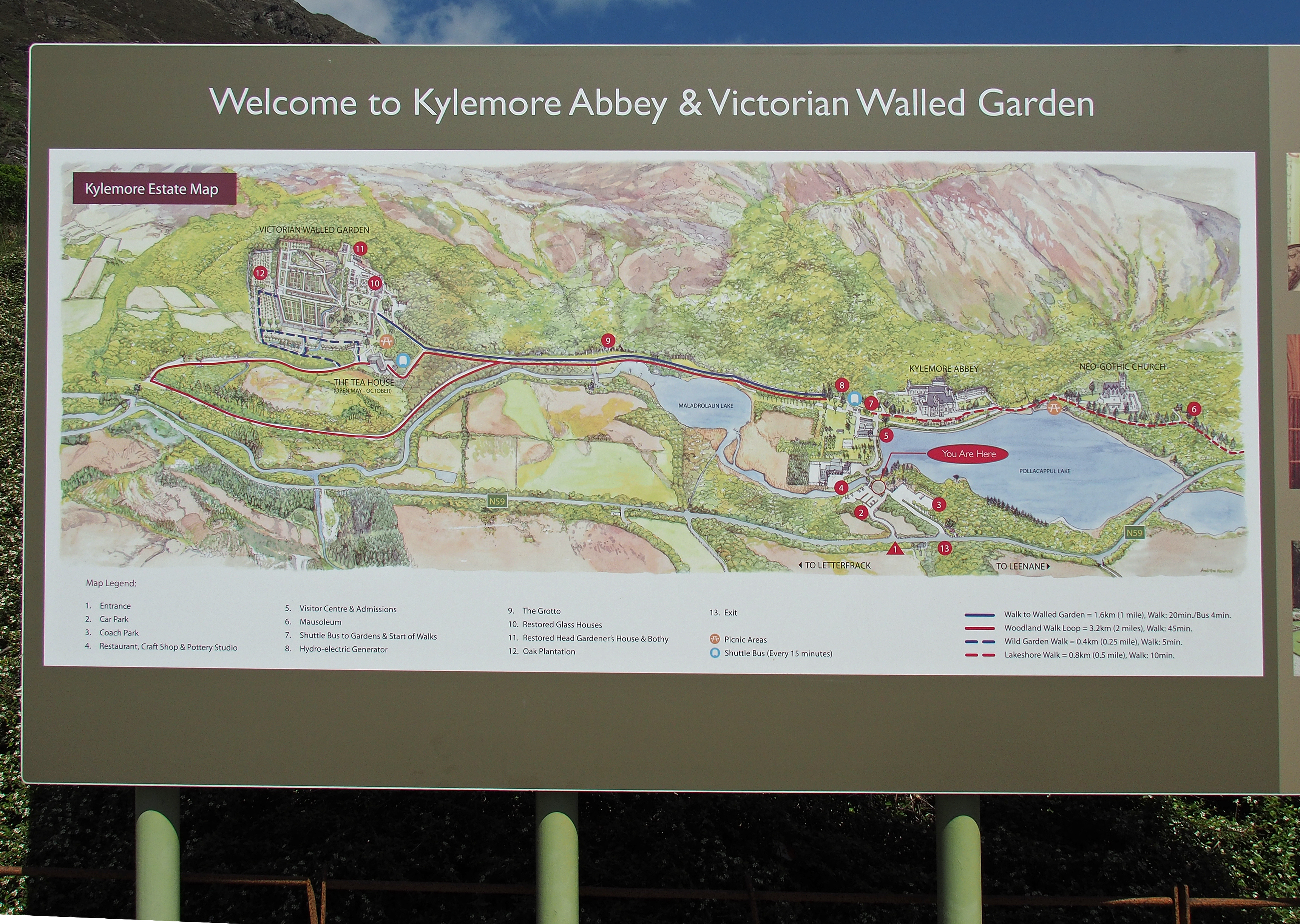
Übersichtsplan Kylemore Abbey und Viktorianischer Garten

Kylemore Abbey (irisch Mainistir na Coille Móire) ist die älteste irische Benediktinerinnenabtei. Das 1665 gegründete Kloster ist nach mehreren Umzügen seit 1920 in dem 1871 fertiggestellten Schloss Kylemore in Connemara im County Galway untergebracht.

## Geschichte des Klosters
Das Kloster wurde 1665 in Ypern (im heutigen Belgien) gegründet. Es sollte, als in Irland noch strenge antikatholische Gesetze galten, irischen Frauen eine religiöse Gemeinschaft bieten. Im Jahre 1682 siedelte der Benediktinerorden nach Irland über. Auf Befehl des Königs Jakob II. mussten die Nonnen 1688 nach Dublin ziehen. 1690 kehrten sie wieder nach Ypern zurück. Die Gemeinschaft verließ Ypern letztendlich, als die dortige Abtei im Ersten Weltkrieg zerstört wurde. Erst flüchteten sie nach England, dann ins County Wexford, bis sie sich schließlich im Dezember 1920 im Schloss von Kylemore niederließen, um sich hier dem klösterlichen Leben zu widmen.
Im September 1923 eröffneten die Nonnen in Kylemore eine internationale Internatsschule und eine Tagesschule für die ortsansässigen Mädchen. In den 1980er Jahren waren 80 Internatsschülerinnen und 120 Tagesschülerinnen in Kylemore. Die Schülerinnen kamen in erster Linie vom europäischen Festland, aber auch aus den USA, aus Asien und der Grafschaft Galway. In den 1930er Jahren besuchten zwei indische Prinzessinnen, Nichten des Maharadscha Ranjit, das Internat.
Im Juni 2010 wurde die Schule geschlossen. Die Schülerzahlen waren ständig rückläufig, immer weniger Nonnen arbeiteten als Lehrerinnen, das Gebäude war nicht mehr sicher und für einen modernen Schulbetrieb nicht mehr geeignet. Die Nonnen betrieben ursprünglich auch eine kleine Pension, die jedoch nach einem zerstörerischen Feuer 1959 geschlossen wurde. Neben den genannten Gebäuden existiert etwa 200 Meter entfernt auch noch ein kleiner Bauernhof mit dazugehörigem Bauernhaus.

## Geschichte des Gebäudes

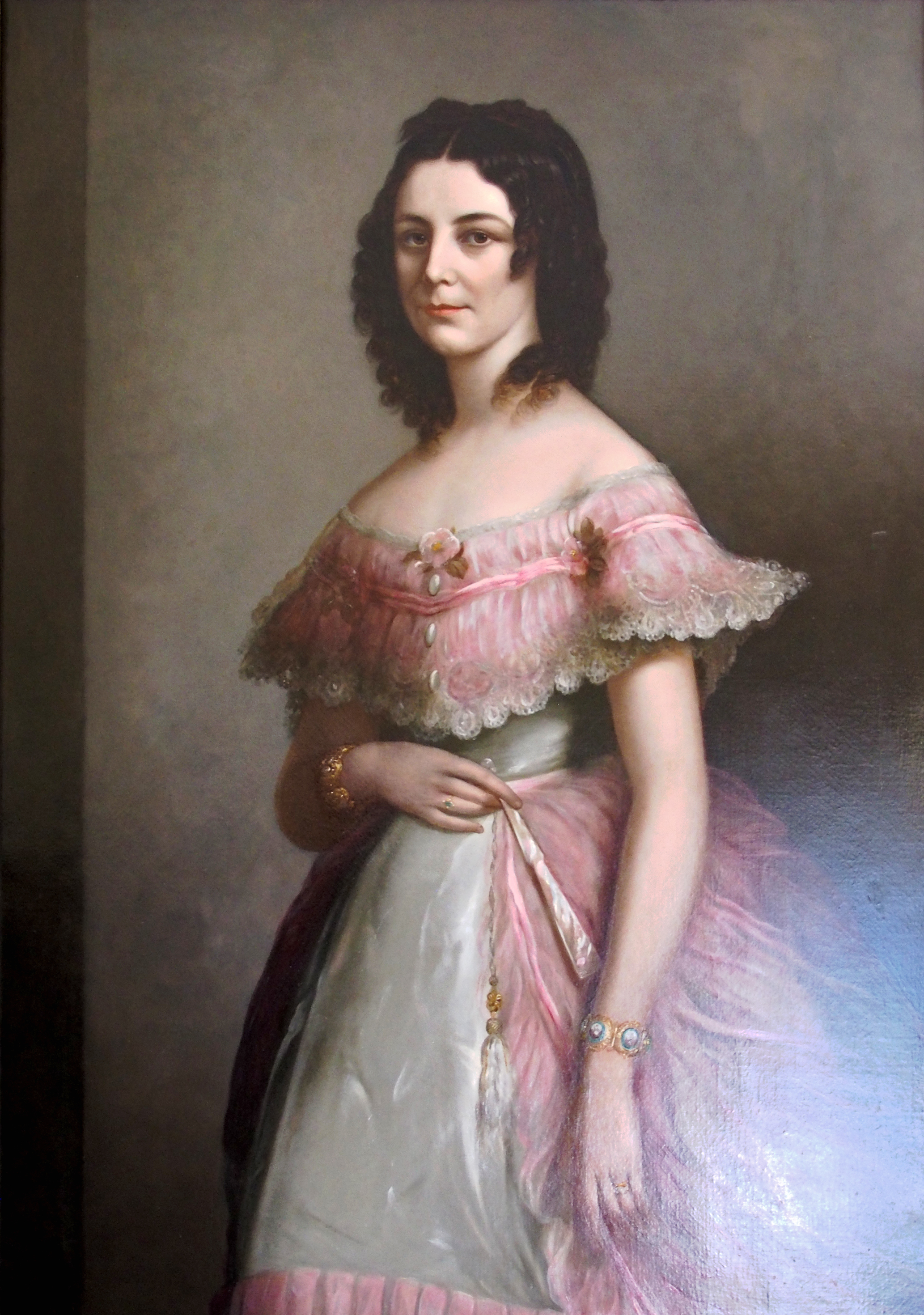
Margaret Henry

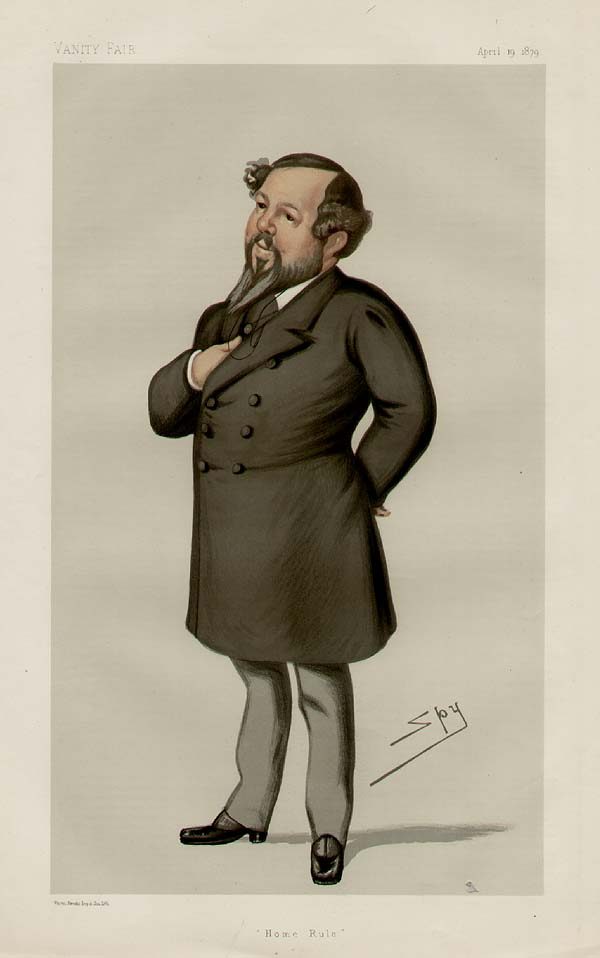
Mitchell Henry

Das Schloss und der Viktorianische Mauergarten von Kylemore wurden von dem Großindustriellen und Politiker Mitchell Henry (1826–1910) und dessen Ehefrau Margaret Henry (1829–1874) erbaut. Die Architekten des Schlosses waren James Franklin Fuller und Ussher Roberts. Der Bau dauerte vier Jahre, von 1867 bis 1871. Die Henrys hatten neun Kinder. Während eines Urlaubs in Ägypten erkrankte Margaret Henry an der Ruhr und starb innerhalb weniger Tage am 4. Dezember 1874. Sie wurde nach Kylemore zurückgebracht und in dem für sie errichteten Mausoleum beigesetzt. Als Mitchell Henry am 22. November 1910 starb, wurde auch seine Asche, hier, an der Seite seiner Frau, bestattet. Zwischen 1877 und 1881 ließ Mitchell Henry eine gotische Kirche zum Andenken an seine Frau erbauen.
Im Juli 1903 war der englische König Edward VII. in Begleitung seiner Tochter Prinzessin Victoria zu Besuch in Kylemore. Es gab Gerüchte, der König wolle das Schloss kaufen und als königliche Residenz nutzen, es war ihm aber wohl zu teuer. Am 22. September 1903 verkaufte Mitchell Henry das Schloss und die Ländereien für 63.000 £ an den Herzog von Manchester und die Herzogin. Finanziert wurde der Kauf größtenteils von seinem Schwiegervater, dem Ölbaron Eugene Zimmermann. Als dieser 1914 starb, erwarb der Londoner Bankier und Immobilienmakler Ernest Fawke das Anwesen, der es so lange verwalten ließ, bis ein neuer Käufer gefunden war. 1920 erwarb das Benediktinerinnenkloster das Schloss und 405 Hektar Land für etwas mehr als 45.000 Pfund.
2022 schloss sich der Konvent der Englischen Benediktinerkongregation an.

## Bauwerke und Gärten

### Klostergebäude

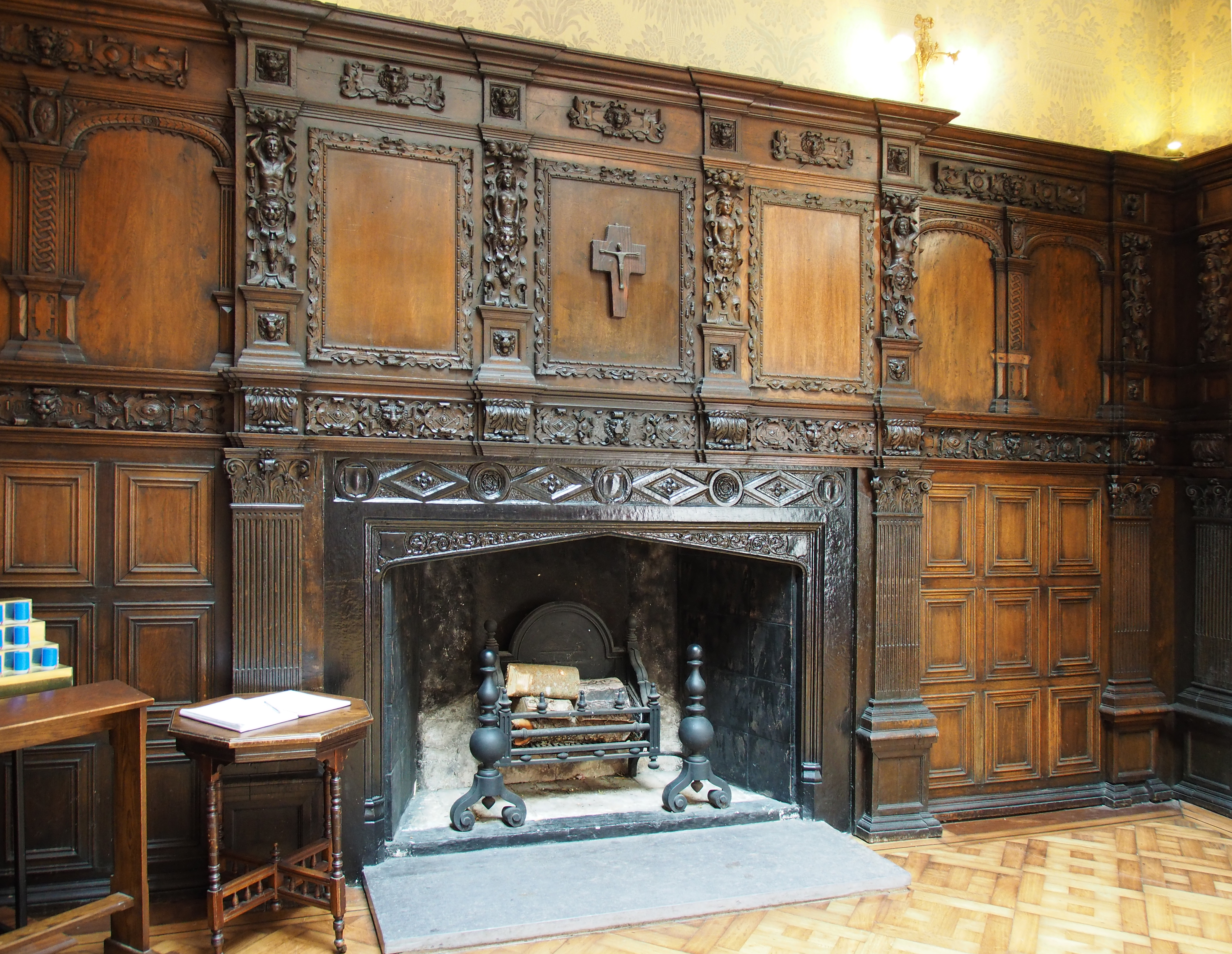
Kaminzimmer im Abteigebäude

Die Haupteingangshalle der Abtei und die drei angrenzenden Räume wurden restauriert und sind für die Öffentlichkeit zugänglich. Den Rest der Abtei bewohnen die Nonnen und früher auch die Internatsschülerinnen. Das Äußere der Abtei besteht aus Granit, an der Stirnseite befindet sich ein Glockenturm. Früher gab es vier Eingangshallen, heute existieren davon nur noch zwei – die Inner Hall und die Outer Hall. Das Eichenparkett in beiden Hallen ist im Original erhalten. Die Herzogin von Manchester ließ die Wände in der äußeren Halle mit jakobinischer Eiche verkleiden.
In der inneren Halle gibt es eine schöne Eichentreppe. Links vom Zeichenraum ist die Fahne von Ramillies zu sehen, welche eine Harfe zeigt. Die Flagge wurde von der irischen Brigade bei der Schlacht bei Ramillies 1706 gerettet und den Nonnen zur Verwahrung übergeben. Seitdem befindet sie sich in deren Besitz. Drei Stufen höher liegt der Galeriesaal. Dieser Raum wurde von den Henrys für Empfänge und Konzerte verwendet. Auch hier ist die Eichenverkleidung noch im Original erhalten.
Im oberen Teil des Raumes befindet sich eine verzierte Galerie, in der früher die Familiengemälde der Henrys hingen. Der Zeichenraum war einer der Empfangssäle der Henrys, von den Nonnen wurde er als Leseraum verwendet. Die  Ausstattung des Raumes stammt aus der Zeit der Renovierung von 1993. Der Gemeinschaftsraum bestand früher aus einem Frühstücks- und einem Morgenraum. Im Esszimmer der Henrys sind Porträts von König Jakob II. und altes Porzellan sowie Dekanter der Henrys zu sehen.

### Kirchen
Die neugotische Kirche hat die Form einer Miniaturkathedrale mit einer Krypta und Engelswasserspeiern. Im Innern der Kirche werden die Bögen von Blöcken aus Connemaramarmor gestützt.
Da die Kirche wegen jahrelanger Erosion in einem sehr schlechten Zustand war, wurde im Jahr 1991 mit der Restaurierung begonnen. Deren Finanzierung erfolgte durch den Europäischen Regionalentwicklungsfonds, durch Bankkredite und Spenden. Am 28. April 1995 eröffnete die irische Präsidentin Mary Robinson das Kirchengebäude wieder. Für die gelungene Wiederherstellung erhielt die Einrichtung die Auszeichnung AIB Better Ireland Heritage.
2013 wurde nahe dem Besucherzentrum ein zuvor als Turnhalle der Schule genutztes Gebäude im Innern in eine monastische Benediktinische Kirche umgewandelt.

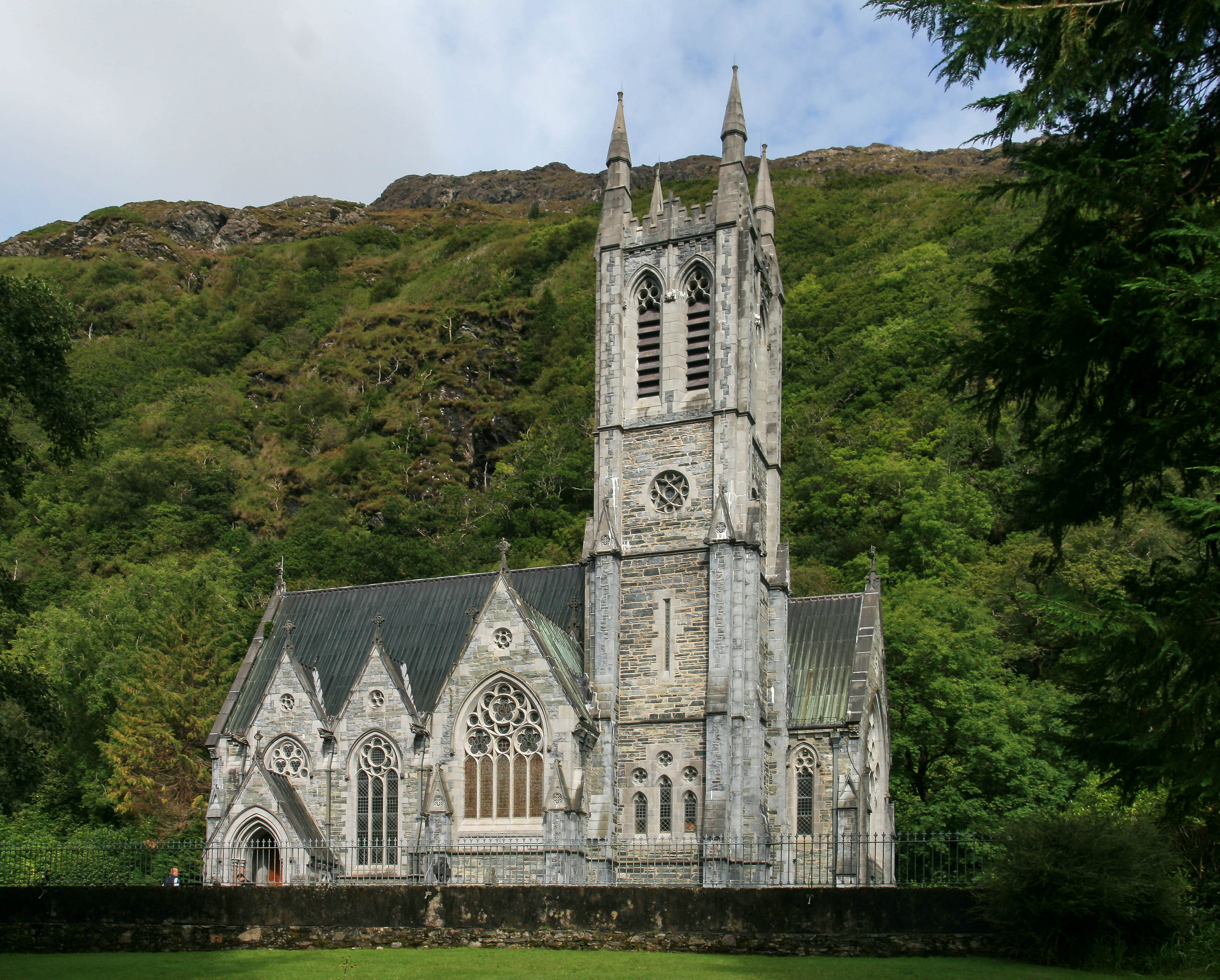
Neugotische Kirche von Kylemore Abbey
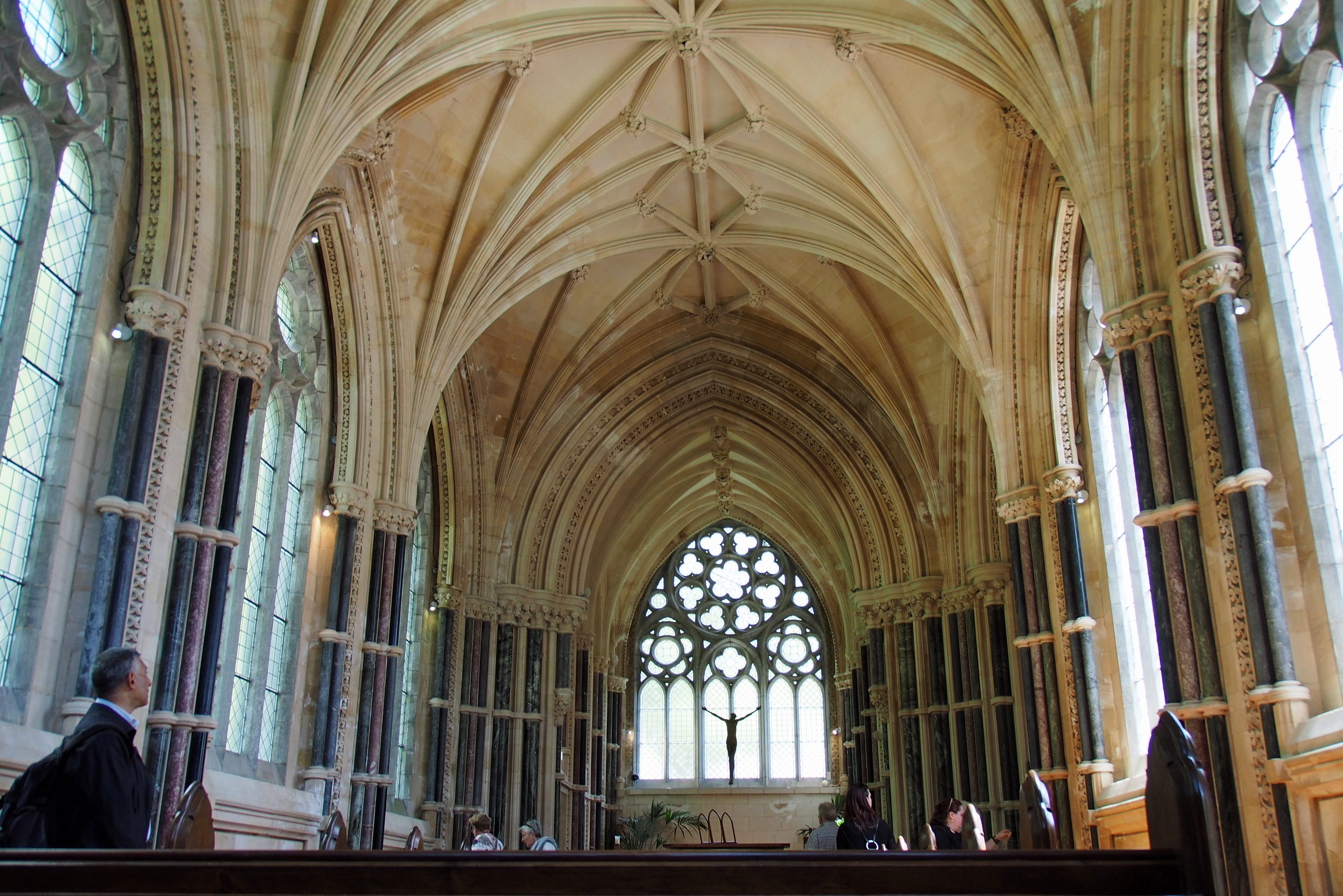
Innenansicht der Gotischen Kirche
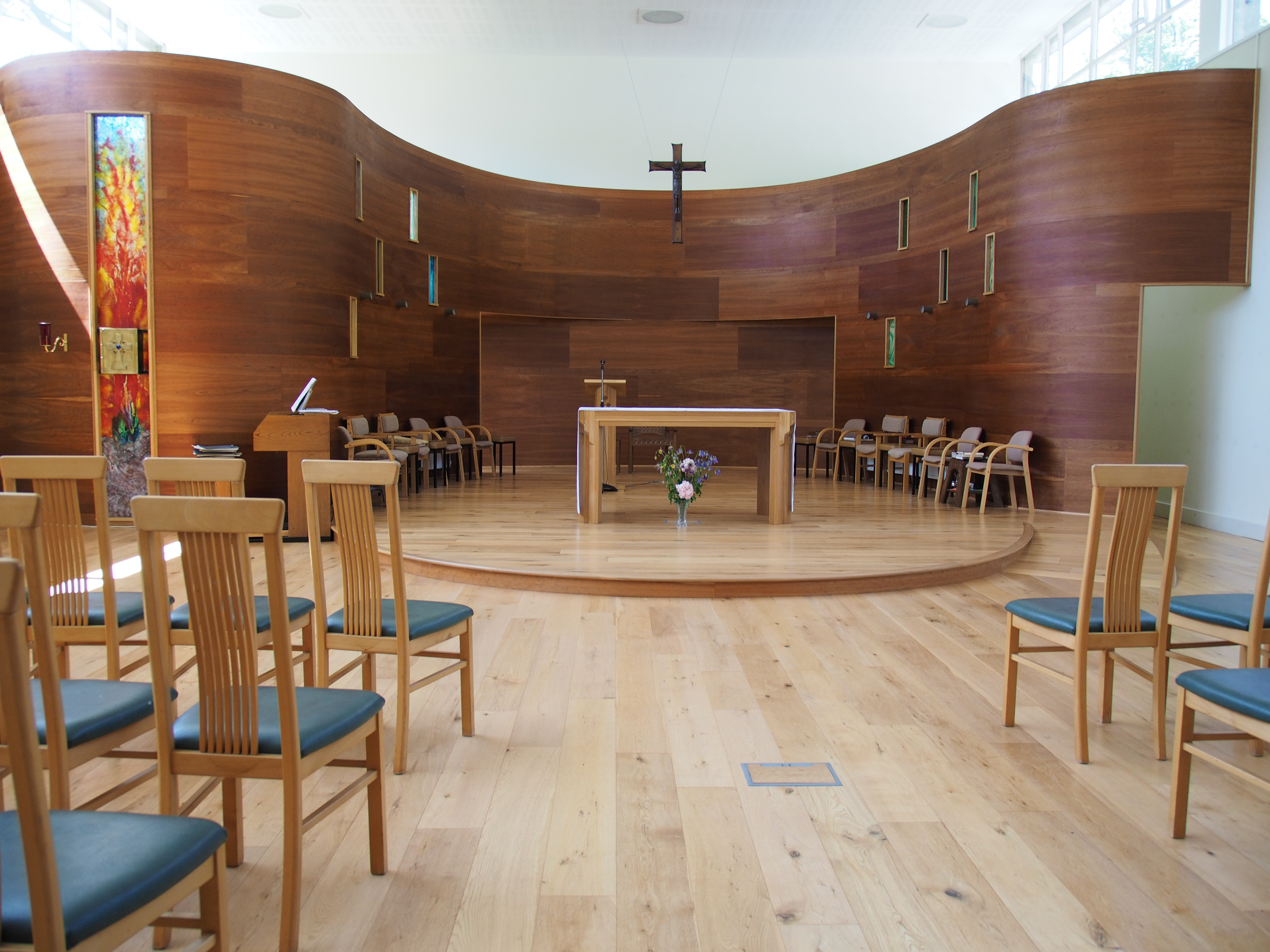
Altarraum der Benediktinischen Kirche
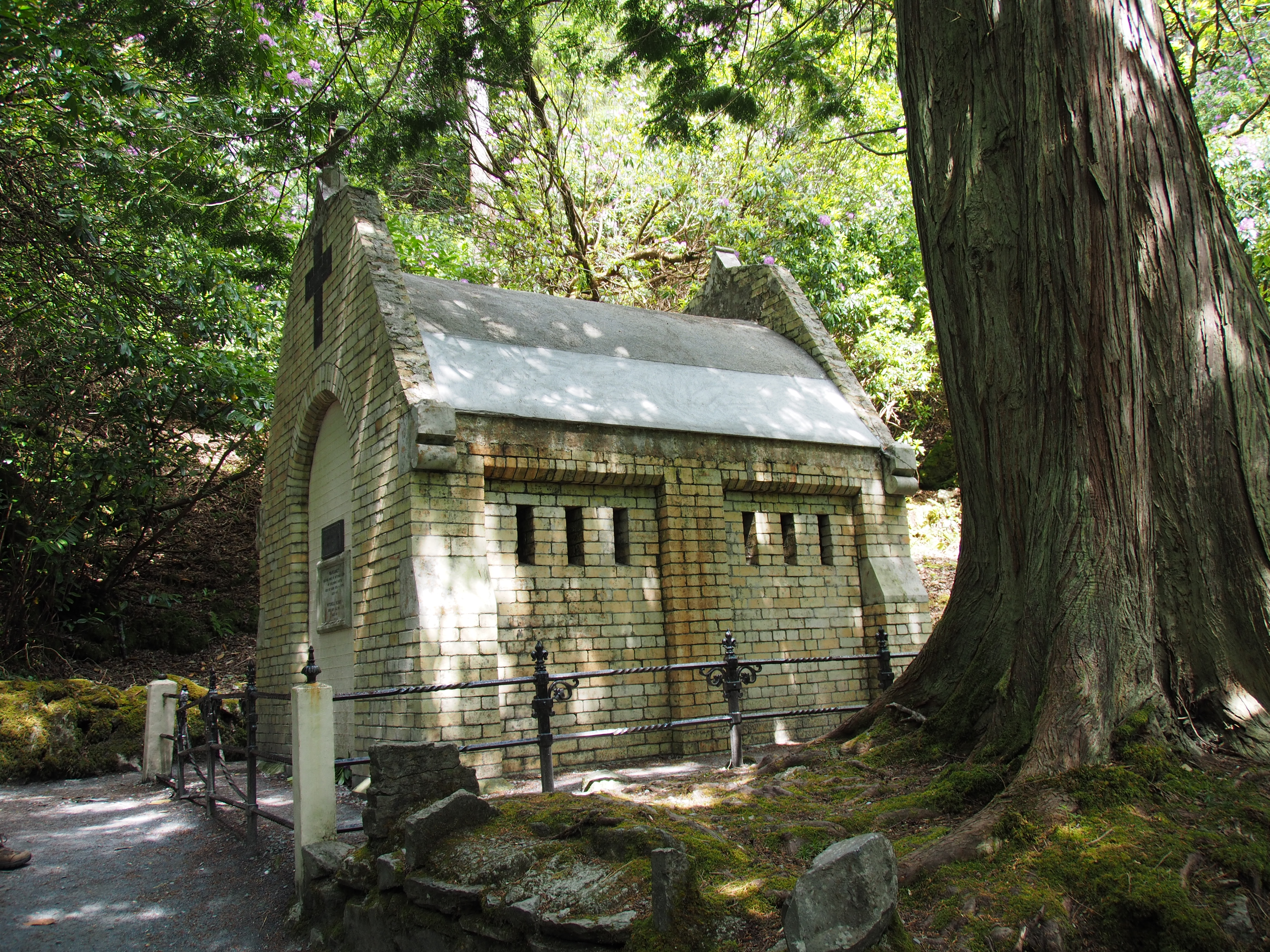
Margaret Henry Mausoleum

### Garten

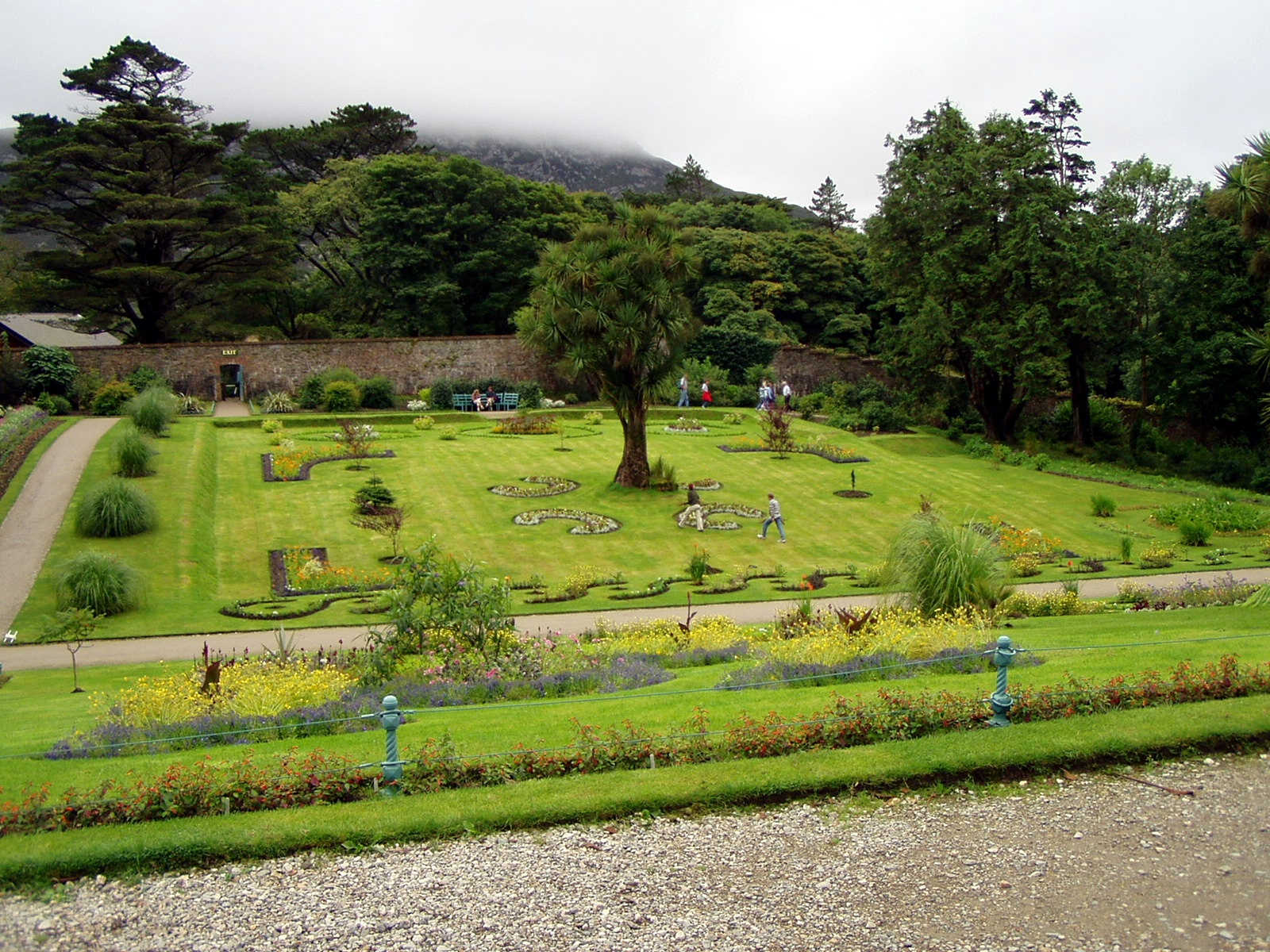
Der Viktorianische Mauergarten

Der viktorianische „Walled Garden“ (ummauerter Garten), der zur selben Zeit wie das Schloss angelegt und von James Garnier geplant wurde, liegt 1,6 km von der Abtei entfernt. Er hat eine Größe von 3,4 Hektar, von denen 2,4 Hektar von einer Ziegel- und Kalksteinmauer umgeben sind. Zur Zeit der Henrys diente er nicht nur als Zier-, sondern auch als Obst- und Küchengarten.
Nach dem Verkauf des Anwesens 1903 verwilderte der Garten, blühte zwischen 1920 und den 1940er Jahren noch einmal auf und verwilderte schließlich so sehr, dass von den ursprünglichen 21 Gewächshäusern des Nordhanges nur noch die Fundamente erhalten blieben. Erst im Jahr 2000 wurde der Garten auf Initiative der Nonnen rekonstruiert und wiedereröffnet; auch zwei der Gewächshäuser ließen sie restaurieren. Durch den Garten fließt ein kleines Flüsschen, das den Kräuter- und Gemüsegarten von den Blumenbeeten trennt. Der Gartenbesuch und die Fahrt mit einem Shuttlebus zum Garten sind in die Schlossbesichtigung eingeschlossen.